# Valros
Valros is een gemeente in het Franse departement Hérault (regio Occitanie). De plaats maakt deel uit van het arrondissement Béziers. Valros telde op 1 januari 2022 1.665 inwoners.

## Geografie
De oppervlakte van Valros bedroeg op 1 januari 2022 6,61 vierkante kilometer; de bevolkingsdichtheid was toen 251,9 inwoners per km².

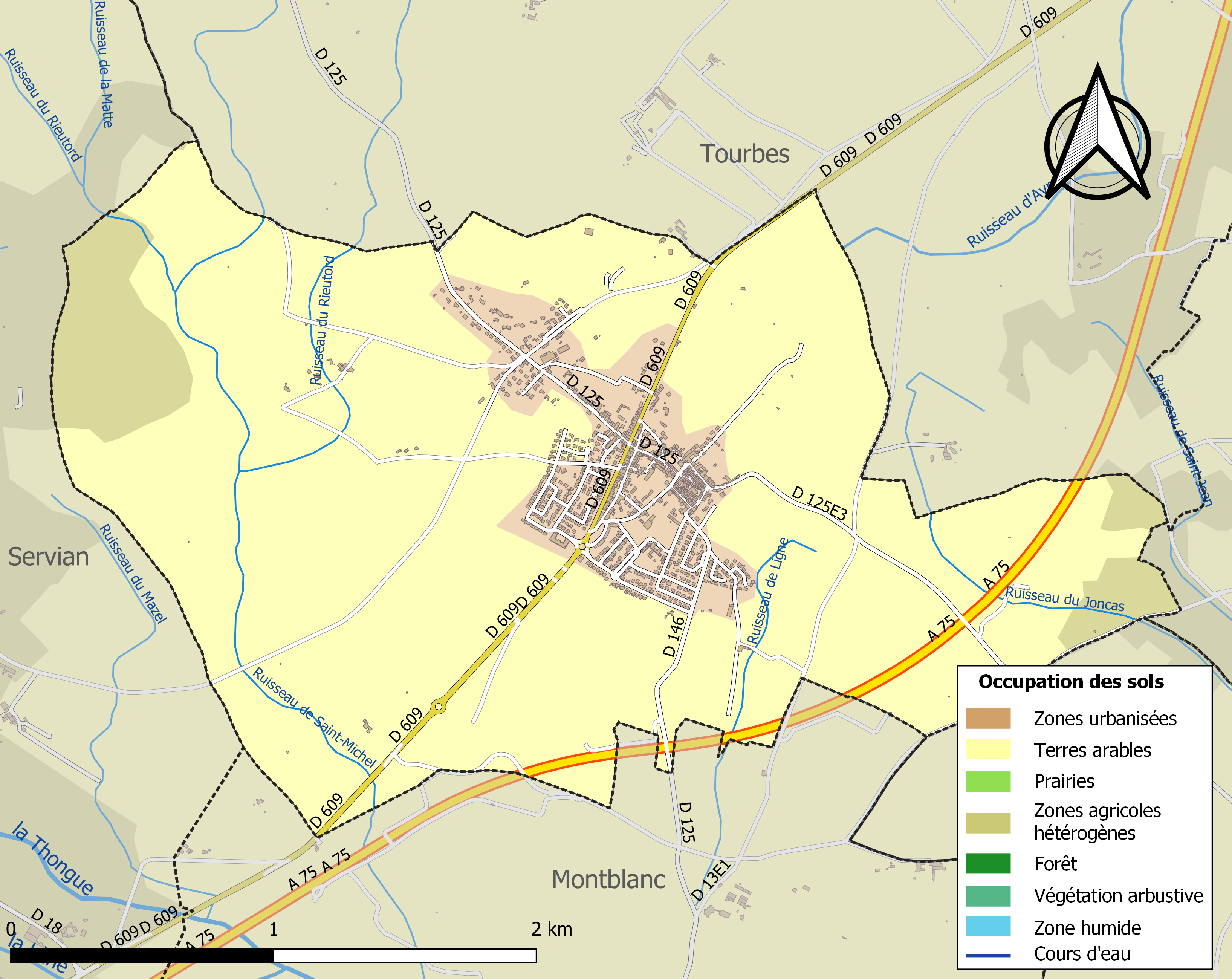
Kaart van de gemeente met belangrijkste infrastructuur, bodemgebruik en omliggende gemeenten

## Demografie
Onderstaande figuur toont het verloop van het inwonertal (bron: INSEE-tellingen).